# Colonia de artistas de Willingshausen

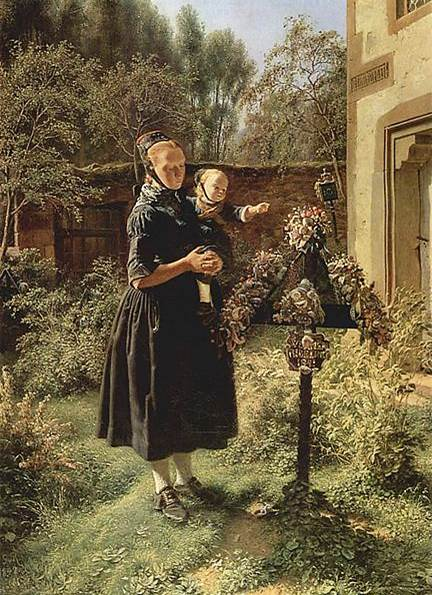
En el cementerio de Willingshausen por Gerhard von Reutern, óleo sobre lienzo, creado en 1842

La colonia de pintores de Schwälmer Willingshausen fue la asociación de artistas más antigua de Europa. Los temas dedicados al arte local en Willingshausen ya fueron abordados por Gerhardt Wilhelm von Reutern y Ludwig Emil Grimm en 1824, antes de que se fundara la colonia de pintores de Barbizon cerca de Fontainebleau. Willingshausen fue un lugar de estudio para artistas internacionales y contribuyó a la popularidad de los trajes de Schwalm.

## Historia de la pintura de género en Alemania

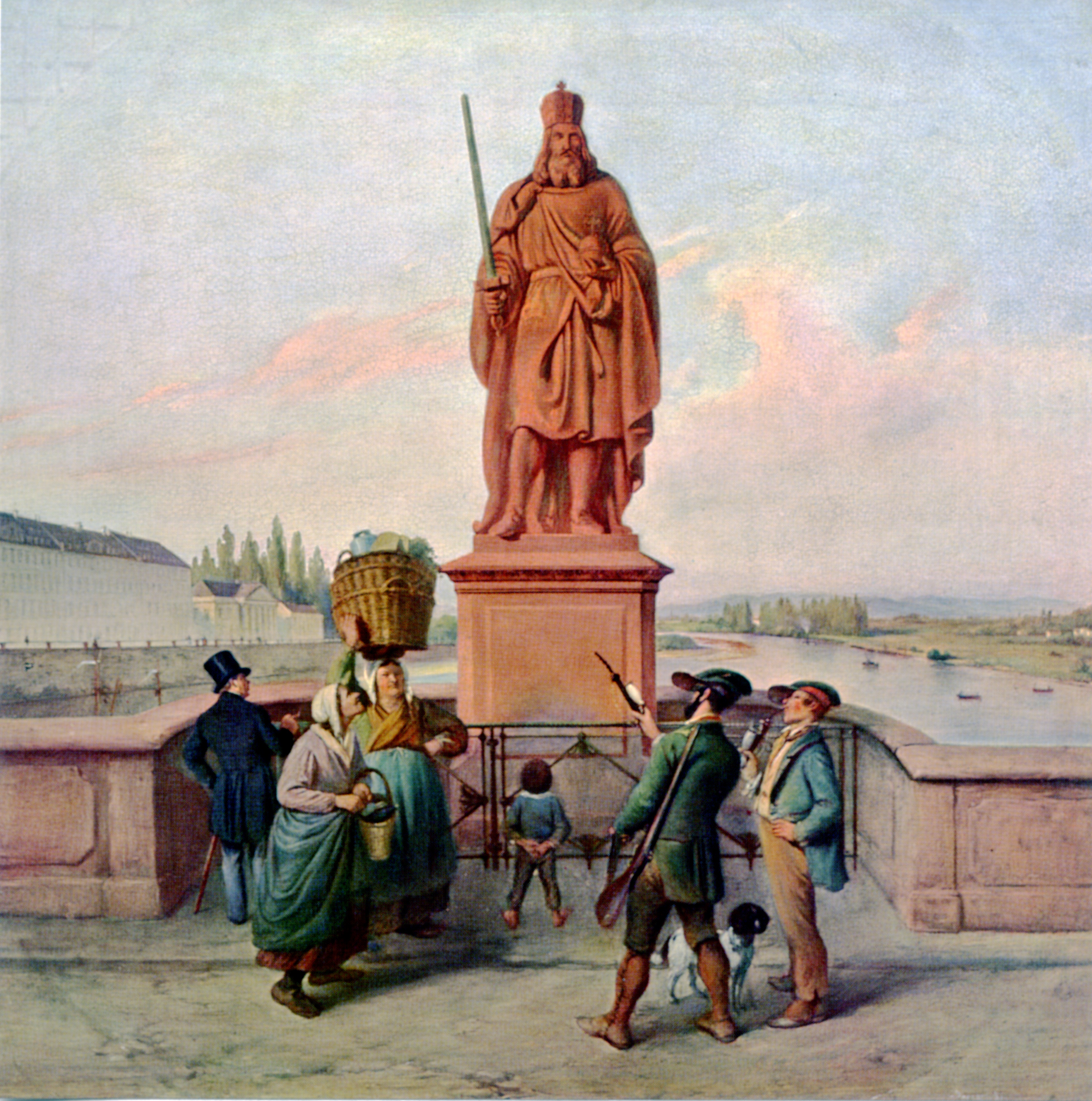
Jakob Fürchtegott Dielmann: Monumento al Emperador Carlomagno en el Puente Viejo de Frankfurt

El desarrollo histórico-artístico de la pintura de paisajes y la representación de escenas de género rural estuvo hasta principios del siglo XIX descuidado en Alemania. El pintor del Renacimiento temprano Konrad Witz representó el primer paisaje identificable al temple sobre madera en 1444, Der Miraculous Draft of Fishes del Musee d'Arts et d'History de Ginebra. Por primera vez en la pintura occidental, el borde del lago de Ginebra todavía se puede reconocer como motivo en el ala del altar de Pedro. Sin embargo, la representación de paisajes en los bocetos de viaje de Albrecht Dürer, Lucas Cranach, Hans Baldung Grien, en pinturas y grabados de Albrecht Altdorfer, Adam Elsheimer y en dibujos y grabados de Wolf Huber había pasado a un segundo plano y se representaban predominantemente paisajes del sur de Alemania. Además, no hay obras tan ricas e importantes en la pintura alemana como en la pintura flamenca de los siglos XVI y XVII. ni en la pintura inglesa del siglo XVIII. Sin embargo, la influencia en la pintura de paisaje alemana de los ingleses William Hogarth, Thomas Gainsborough, Joseph Mallord William Turner y John Constable, los franceses Nicolas Poussin, Claude Lorrain, Jean Siméon Chardin y Antoine Watteau y los holandeses Paulus Potter y Jan Steen sigue siendo inconfundible. La vida burguesa solo se recuperó en la pintura alemana de Daniel Chodowiecki en el siglo XVIII en sus numerosos grabados en cobre y las representaciones de animales en el paisaje de la dinastía de pintores de Mannheim Ferdinand y Franz von Kobell y su hijo Wilhelm von Kobell. En obras individuales, la llamada Escuela Palatina pintó paisajes puros por primera vez en Alemania. Desde entonces, esta escuela ha sido considerada como el comienzo de la pintura de paisaje alemana. La escuela del Palatinado todavía estaba bajo la influencia de la pintura italiana, y los paisajes italianos eran mucho más importantes para ellos que el paisaje alemán. Los paisajes alemanes rara vez se representaron hasta que finalmente el tirolés Joseph Anton Koch a principios del siglo XIX en Roma fundó su escuela de pintura paisajista, en la que también apoyó a Ludwig Richter. Inicialmente, el ideal era el paisaje italiano, pero poco a poco la representación de la vida burguesa y el paisaje, a partir de Koch, se fue desarrollando en Alemania. Caspar David Friedrich, Carl Blechen, Ferdinand Johann von Olivier y Moritz von Schwind retoman estos motivos y difunden la pintura de paisaje en Alemania, Suiza y Austria. Sin embargo, la integración de la pintura de género rural en la pintura de paisaje y la representación de trajes tradicionales tuvo lugar por primera vez en Willingshausen.

## Establecimiento

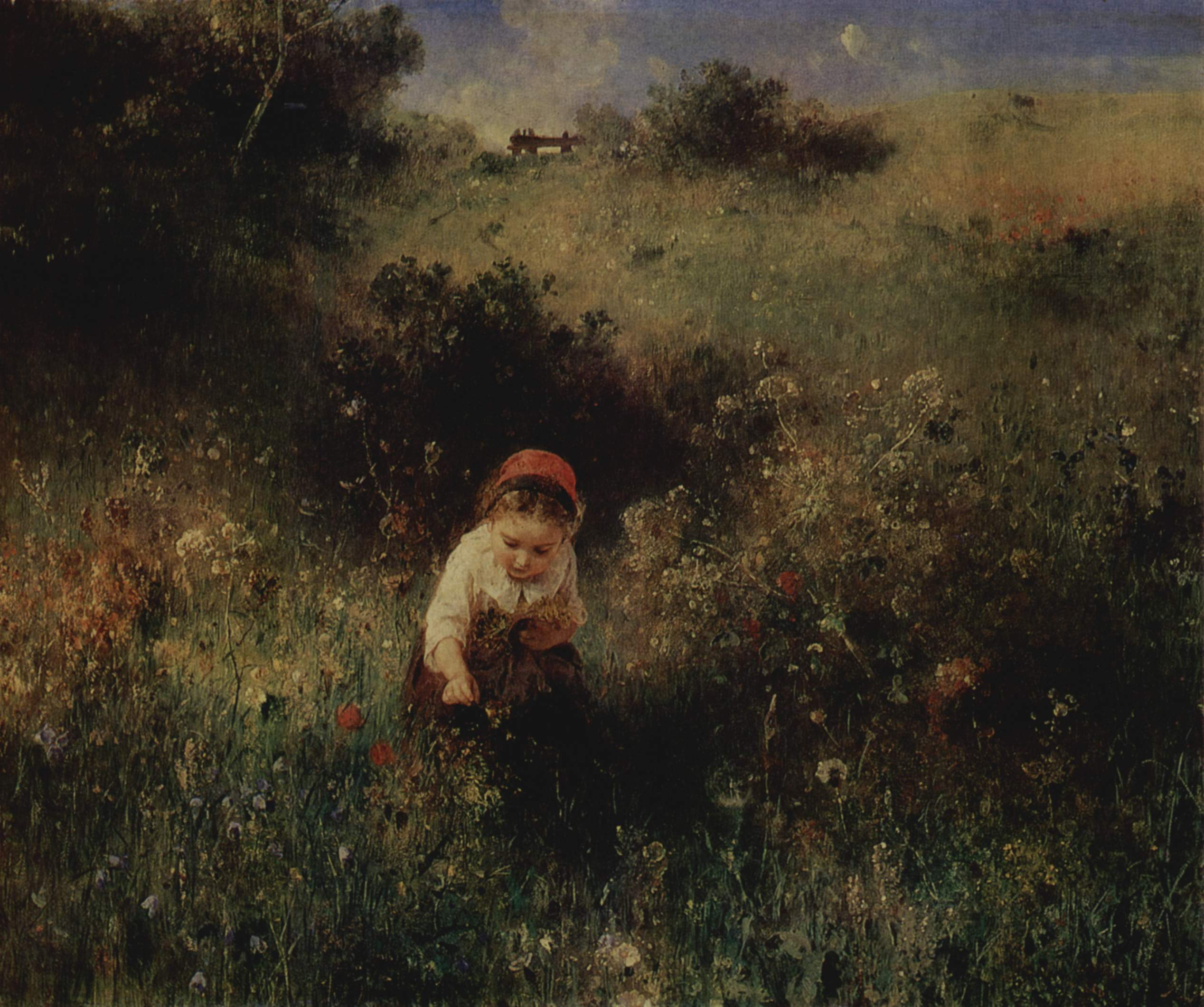
Ludwig Knaus: Una chica en el campo

Fue una afortunada coincidencia, pero también fruto de una desgracia personal, el que se fundara una colonia de artistas en Willingshausen. A Gerhardt Wilhelm von Reutern, quien luchó como oficial ruso en la Batalla de las Naciones cerca de Leipzig del 13 al 16 de octubre de 1813, le habían amputado el brazo derecho en 1814 a consecuencia de una herida en el hombro derecho. Llegó a la casa Schwertzell en Willingshausen, de los suegros de su hermano, para recuperarse y convalecer. En el verano de 1814 conoció por primera vez a Johann Wolfgang von Goethe en Weimar. Goethe reconoció el talento artístico de von Reutern y lo animó a pintar y dibujar. Durante dos visitas más a Willingshausen en 1815 y 1818, finalmente comenzó a aprender por sí mismo a representar a los granjeros, las criadas y el traje tradicional de Schwalm de Willingshausen. Conoció a su futura esposa Charlotte von Schwertzell en Willingshausen y se casó con ella en 1820. Después Gerhardt Wilhelm von Reutern comenzó a dibujar y pintar para la familia imperial rusa. Recibía un salario honorífico de la familia imperial rusa, que le permitió ser financieramente independiente. Gerhardt von Reutern fue el primero en reconocer el valor histórico-artístico de los trajes de Schwalm, que utilizó como motivo en numerosas ilustraciones. Muchas de sus obras han estado desde entonces en el Hermitage de Petersburgo. En 1824, el profesor de la academia de arte de Kassel, Ludwig Emil Grimm, el hermano menor de los hermanos Grimm, llegó a Willingshausen para pintar paisajes. El encuentro e intercambio de estos dos artistas en el Palacio Schwertzell se considera el año de fundación de la colonia de pintores de Willingshausen y también fue el comienzo de la pintura al aire libre en la historia del arte. Más estancias de Ludwig Emil Grimm en Willingshausen siguieron en 1826 y 1827. En 1829, Gerhardt Wilhelm von Reutern creó el dibujo a pluma Hute-Eichen, que le dio a su mecenas Johann Wolfgang von Goethe. El dibujo se encuentra ahora en la Casa de Goethe en Weimar.

## Clasicismo y periodo Biedermeier
Ludwig Emil Grimm visitó varias veces a Gerhardt Wilhelm von Reutern en Willingshausen. En 1835, Gerhardt Wilhelm von Reutern se convirtió en alumno de Theodor Hildebrandt en la Academia de Arte de Düsseldorf. En 1841 trajo a su amigo Jakob Fürchtegott Dielmann a Willingshausen, cuyo trabajo contribuyó significativamente al estatus de Willingshausen como lugar de aprendizaje. Sin embargo, von Reutern vivió entonces alternativamente en Rusia, Alemania, Suiza e Italia. Fue amigo de numerosos pintores de Kassel, Düsseldorf y Frankfurt del Meno, a quienes invitó a estudiar en Willingshausen. En primer lugar, la gente con sus trajes tradicionales, los agricultores, las casas de entramado de madera ricamente decoradas y solo después el paisaje era el tema que los pintores destacaban en primer plano. En 1844, el pintor de Frankfurt Jakob Becker vino a Willingshausen por primera vez para estudiar la pintura El pastor alcanzado por un rayo. La pintura se encuentra ahora en el Städelsche Kunstsammlung de Frankfurt.

## Romanticismo: Willingshausen se convierte en un lugar de estudio internacional
Siguió un período de cinco años en el que ningún otro pintor visitó Willingshausen, pero por primera vez los graduados de la Academia de Arte de Düsseldorf, Ludwig Knaus y Adolf Schreyer vinieron de Fráncfort del Meno a Willingshausen en 1849. Ambos buscaban orientación artística a partir de un desamparo y desamparo generalizado provocado por los cambios políticos en Düsseldorf y Frankfurt. Jakob Becker y Jakob Fürchtegott Dielmann animaron a Ludwig Knaus a mudarse a Willingshausen. En la ciudad natal de Knaus, Wiesbaden, tuvo varias oportunidades de admirar la obra Willingshäuser Dorfschmiede de Dielmann de 1845 en un gabinete de arte privado. Knaus y Schreyer vivían con la casera Stamm, el alcalde Korell les presentó las convenciones sociales y fueron invitados del barón Schwertzell varias veces a su castillo. Con su presencia en Willingshausen, comenzó la reputación nacional de la colonia de artistas de Willingshausen como un lugar de estudio reconocido. En 1861, el pintor estadounidense E.S. Andrews se convirtió en alumno de Knaus en Willingshausen.
En 1858 Ludwig Knaus pintó Las bodas de oro, en 1867 su cuadro Su alteza viajando y en 1871 El funeral en Willingshausen. Knaus se hizo famoso en todo el mundo por sus motivos y un gran número de pintores alemanes y extranjeros se trasladaron a Willingshausen para representar el paisaje de Hesse y la vida de la gente. En la década de 1860, los alumnos de Knaus, Karl Breitbach y Konrad, llegaron a Willingshausen. En este momento, el pintor de Darmstadt Paul Weber, alumno de Jakob Becker, Karl Raupp, le siguió desde Düsseldorf, Heinrich R. Kröh, en 1862 Joseph Minjon, Louis Toussaint, Heinrich Leinweber, Ernst Böker, Georg Schwer y Lüdecke. De los Países Bajos llegaron el pintor Sadee de La Haya y el pintor Henricks de Arnhem. Jakob Hof viajó desde Frankfurt y T.R. L. Maas desde Múnich a Willingshausen. Además de Andrews, John Rosenthal de California, F. Engel de Albany y Rudolf Alody de los Estados Unidos de América también pintaron en el pueblo. En 1882 el ilustrador Paul Thumann trabajaba en Willingshausen. Para conmemorar su paso por Willingshausen, pintó a una niña de Schwalm en la puerta de la habitación del pintor. En la década de 1870, los pintores de género Fritz Sonderland y Hermann Sondermann (padre) viajaron de Düsseldorf a Willingshausen hasta la década de 1890. El profesor de la clase de dibujo de paisajes en la Academia de Arte de Berlín, Prof. Bellermann también estuvo en Willingshausen en la década de 1890. Otto Piltz, Woldemar Friedrich y E. Tepper se trasladaron a Willingshausen desde Weimar y Fritz Grebe desde Kassel. Además, el pintor de Frankfurt Peter Becker venía a menudo a la cercana Wasenberg durante este tiempo para trabajar en Schwalmtal. En 1874, Adolf Lins llegó a Willingshausen por primera vez por consejo de sus profesores en Kassel.

## Aspectos del Romanticismo

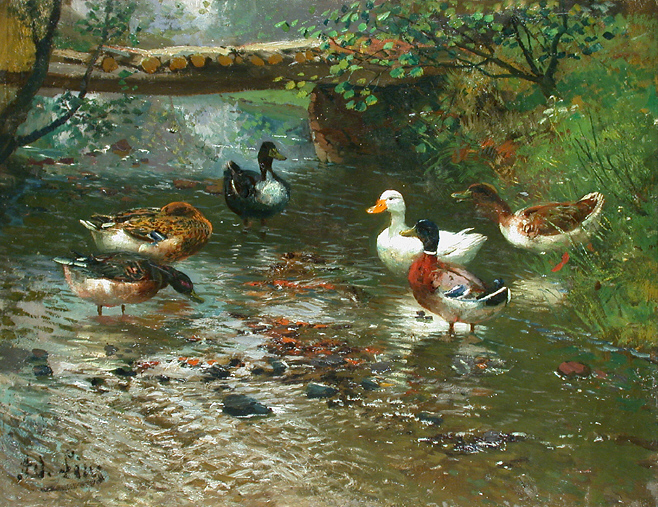
Adolf Lins: Patos en el arroyo

Con la llegada del pintor de Kassel Adolf Lins, comenzó la época del romanticismo de Willingshausen. Conoció a los graduados de la Academia de Düsseldorf Hermann Sondermann, Werner Leineweber, Hugo Oehmichen y Nikolaus Barthelmess y a los pintores de Frankfurt Robert Forell y Garbe, al pintor berlinés Julius Manthe y al profesor Hermann Kretzschmer, quien fue el fundador de la geografía física y acompañó al naturalista Alexander Freiherr von Humboldt en sus viajes de investigación y fue amigo del estadista y erudito Wilhelm Freiherr von Humboldt. El profesor Kretschmer informó extensamente sobre sus viajes de investigación con Alexander von Humboldt en el estudio del pintor de Willingshausen. Robert Forell vino a Willingshausen regularmente hasta 1915.

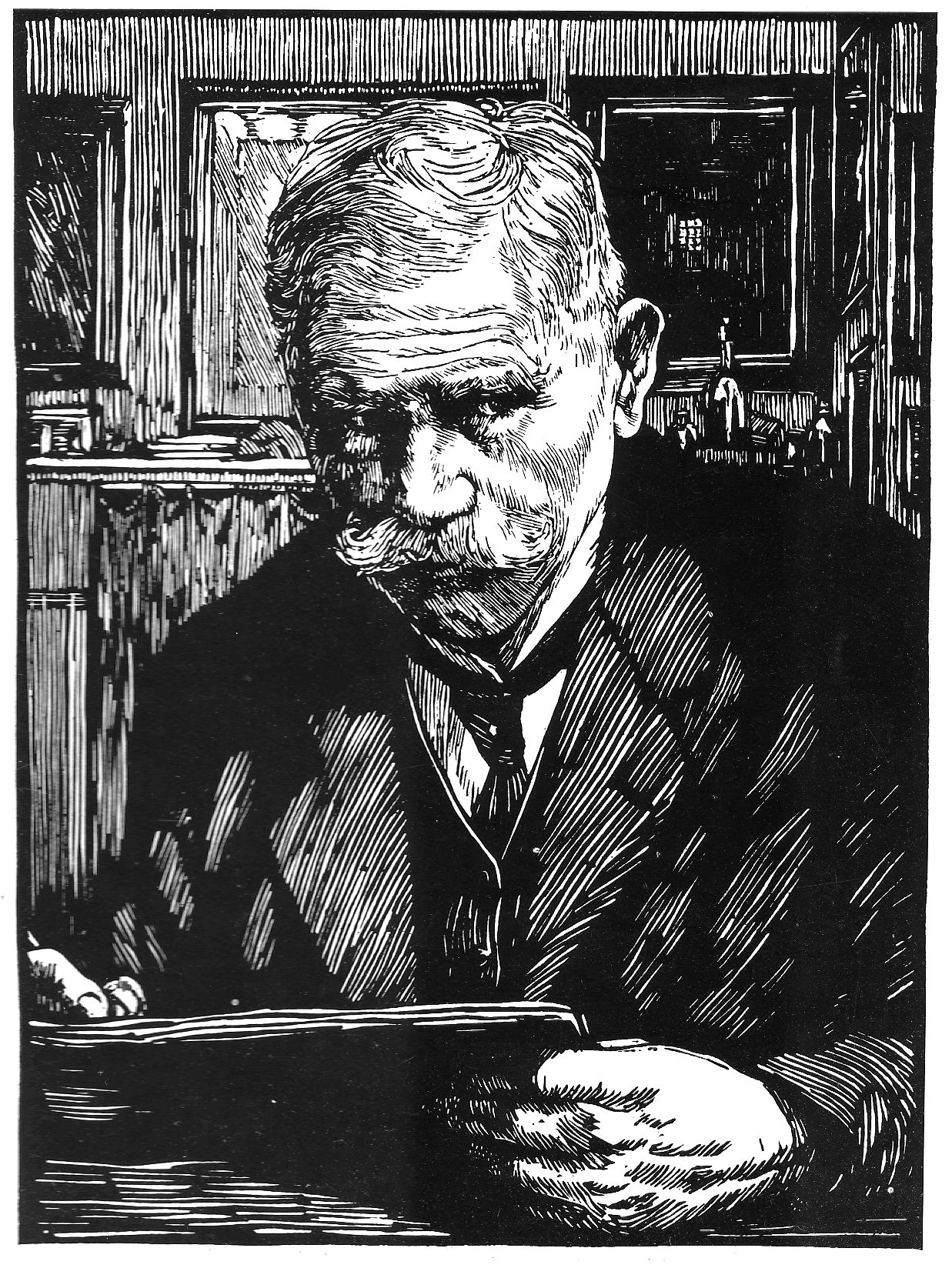
Autorretrato de Heinrich Otto

En 1877, Adolf Lins se mudó a Düsseldorf, para regresar a Willingshausen en 1883 con sus amigos Emil Zimmermann, Hans von Volkmann, Otto Mühlig, el pintor de interiores sueco Anders Montan y Otto Stützel. Allí conoció a los pintores de la academia de Kassel Heinrich Otto, Theodor Matthei, Hofmann y Fehrenberg. Desde la década de 1880, el inglés Arthur Bambridge, Carl Freiherr von Ledebur y Fritz Schnitzler iban regularmente a Willingshausen desde Düsseldorf. En 1886 Lins pintó el cuadro Canciones sin palabras. El pastor Hans Hinrich Keller con su rebaño fue uno de los modelos favoritos de los pintores. En la puerta del estudio del pintor en Willingshausen inmortalizó una procesión de gansos, un baile y un grupo de niños de Schwalm. Adolf Lins alcanzó fama mundial cuando recibió una medalla de oro por una representación de un ganso en la Exposición Universal de París en 1900. Como resultado, la popularidad de Willingshausen volvió a aumentar. Adolf Lins fue a Willingshausen casi todos los años hasta 1908, cuando finalmente se trasladó a la cercana Röllshausen, donde descubrió nuevos motivos y temas rurales.
El pintor de Kassel Heinrich Giebel llegó por primera vez a Willingshausen en 1888 y su colega pintor de Kassel Hermann Metz en 1889. A ellos se unieron Heinrich Pierson de Kassel y Bernhard Klapp, que fue enterrado en Willingshausen. En 1889, el paisajista Karl Bahner llegó a Willingshausen. En la década de 1890 llegaron a Willingshausen los pintores figurativos Richard Sohn, el hijo de Hermann Sondermann, Carl Sondermann, el pintor Ahrweiler, el inglés Crawford, Emil Schwabe, Hauptmann a. D. Binte, Friedrich Bindewald del Alto Hesse, miembro del Reichstag de 1907 a 1912, y alumno de Otto Stützel, el caricaturista, dibujante y pintor Eduard Kaempffer de Münster. Kaempffer se dio a conocer a través de su obra en el ayuntamiento de Erfurt y amuebló la Haasesche Saal, que ya no existe en la actualidad. En 1892, el director de la Academia de Arte de Kassel, Louis Kolitz, envió por primera vez a sus alumnos a Willingshausen. Entre ellos estaban su hijo Hans Kolitz, el retratista Fritz Rhein y el posterior miembro de la Sesión de Munich Hans Fehrenberg. A principios de la década de 1890, los pintores Emil Voigtländer-Tetzner, Paul Poetzsch y Wilhelm Claudius de la Academia de Arte de Dresde, también fueron a Willingshausen. Wilhelm Claudius pintó un sembrador en Willingshausen en 1910. A finales de la década de 1890, el alumno de Bad Wildunger de Franz Defregger, el pintor moral Ludwig Blume-Siebert, venía a menudo a Willingshausen. Durante este tiempo, Ernst Gabler también vino a Willingshausen, primero desde Weimar y luego desde Dresde. Finalmente Ernst-Ferdinand Eichler (1850-1895), siguiendo el consejo del profesor de Kassel Carl Wünnenberg, con quien había pasado varios años estudiando en Roma, llegó a Willingshausen. De julio a agosto de 1914, el pintor de Kassel Paul Scheffer trabajó en Willingshausen con los "pintores de Hesse".

## Representantes del impresionismo

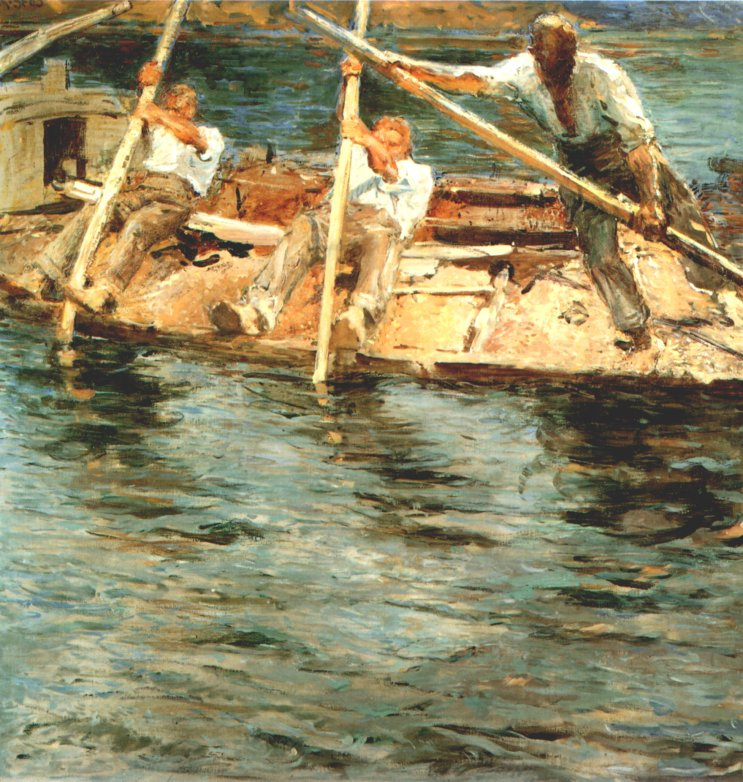
Robert Sterl: Elba Baggerer, 1905

Wilhelm Ritter y Robert Sterl se unieron a los pintores de Willingshausen en 1892, seguidos por Hans von Volkmann de Halle en 1888 y Carl Bantzer de Ziegenhai en 1887. En 1887 se instaló el pintor Herborn Wilhelm Thielmann, en 1901 Walter Waentig y Wolfgang Zeller, en 1902 Otto Ubbelohde con su esposa, el pintor Auguste Schebb, y un alumno, Ernst Burmeister y Georg Tränkner, en 1903 el pintor impresionista de Düsseldorf Karli Sohn-Rethel y su cuñado Werner Heuser y Sophie Dörr de Kassel, en 1905 Paul Schönfeld, en 1906 Ludwig Muhrmann y el paisajista de Hamburgo Paul Storm, que estuvo en Willingshausen nuevamente de 1927 a 1930 y luego desde 1935, en 1907 Rudolf Otto y Reinhard Graf zu Solms-Laubach, en 1908 el pintor de Hofgeismar Hermann Kätelhön, el pintor bohemio Walther Beyermann y el pintor de animales de Chemnitz Wilhelm Rudolph. Con la participación de Carl Bantzer en la Exposición Mundial de 1904 de St. Louis, las obras de los artistas de Willingshausen se dieron a conocer en los Estados Unidos de América y numerosas obras de los más diversos artistas se incluyeron en las colecciones de arte estadounidenses como objetos de colección muy solicitados.

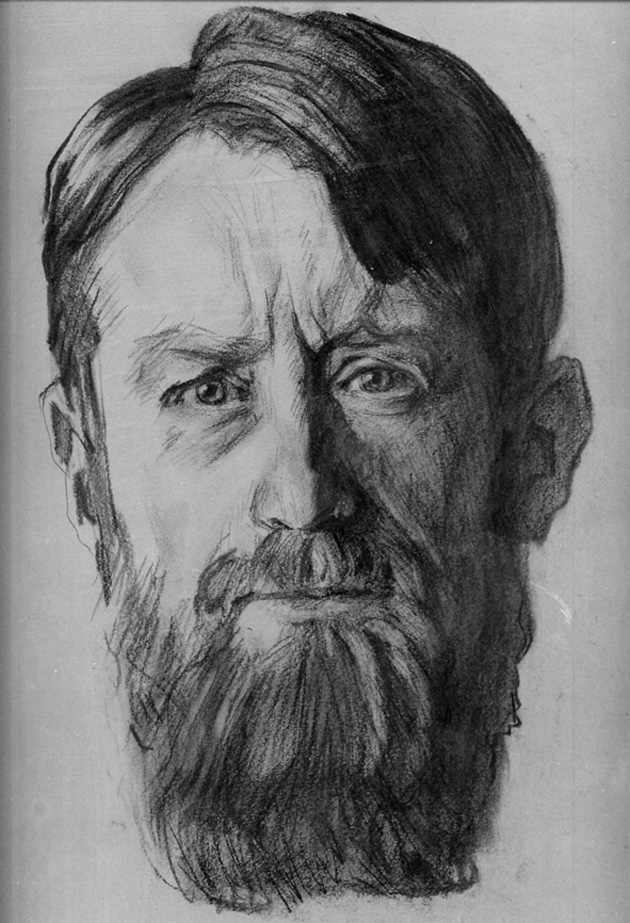
Autorretrato de Karl Hanusch alrededor de 1920, dibujo al carboncillo

De 1906 a 1907, Ewald Egg llegó por primera vez a Willingshausen como alumno de Carl Bantzer, quien a partir de 1938 encontró el camino de regreso a Willingshausen todos los años. La Academia de Arte de Berlín envió a Franz Eichhorst, Herbert Arnold y Franz Martin a estudiar en Willingshausen. En particular, Carl Bantzer introdujo el impresionismo francés en Willingshausen, que había profundizado durante su visita de estudio a París de enero a marzo de 1890. En 1911, la joven pintora Alexandra Thilenius fue de Bad Wildungen a Willingshausen como alumna de Wilhelm Thielmann. En 1912 ambos se casaron en Willingshausen. Los alumnos de Heinrich Otto en la Academia de Düsseldorf, Henriette Schmidt-Bonn de Bonn y Lili von Asten de Eupen, habían estado trabajando en Willingshausen desde 1912. De 1911 a 1914, los alumnos de Carl Bantzer, el paisajista de Horn Karl Henckel y el pintor austríaco al aire libre Johannes Lorenz llegaron a Willingshausen. El impresionista Paul Baum y el pintor al aire libre austriaco Franz Heide-Plaudler estuvieron en Willingshausen por primera vez en 1914. En 1917, Hermann Kätelhön conoció a su esposa Toni Plettner en Willingshausen y se trasladó a Essen. El pintor de Dresde Franz Hochmann llegó a Willingshausen en 1921 para pintar. El profesor de arte de la academia de arte de Breslau y más tarde director de la escuela estatal de arte de Plauen, Karl Hanusch, iba a Willingshausen con sus alumnos desde 1922. Su hijo Carl Francis Bantzer, Georg Höhmann, Heinrich Dersch y la pintora Hanna Metzger llegaron a Willingshausen como alumnos de la Academia Profesor Carl Bantzer, que entonces trabajaba en Kassel.

## Lugares para pintar en el área de Schwalm

### Röllshausen
Después de que Adolf Lins y Hugo Mühlig descubrieran Röllshausen como un nuevo lugar para pintar en 1908, Franz Eichhorst y Franz Martin Lünstroth fueron allí en 1910. Walter Courtois, Walter Hoeck, Hans Bremer y Ernst Wichert también acudieron a Röllshausen. Vivían en la posada Siebertsche, a excepción de Walter Hoeck, que encontró un estudio en el antiguo molino de agua de Röllshausen.
A diferencia de Willingshausen, Röllshausen no está en el estrecho y boscoso Anrefftal, sino en el extenso Schwalmtal, y redescubre la extensión del paisaje en la perspectiva de los pintores como tema. Adolf Lins, en particular, utilizó la capilla mortuoria de Schönberg como motivo para su cuadro Rising Moon. De 1914 a 1920, el pintor berlinés Franz Eichhorst representó el género de la vida rural en los cuadros Die Hausanacht, Charfreitat, The Spinning Room, Vespers in the Corn, Reapers at Work, Feria y Dos mujeres delante de un armario abierto. Las imágenes de guerra que creó después de 1914 se encuentran ahora en el Museo de Potsdam. Desde 1919 hasta 1923, Franz Eichhorst vivió permanentemente en Röllshausen.
Después de que Karl Mons (1890-1947) pintara inicialmente en Willingshausen y Salmshausen, fue a Röllshausen en 1911. Debido a la guerra, interrumpió su estancia de 1915 a 1919, pero finalmente se instaló en Röllshausen en 1935, donde construyó una casa con estudio. Su colega pintor Drescher también vivió en Röllshausen durante varios años.
En 1934, la pareja de artistas Karl y Bertha Lenz se trasladó de Erdhausen a Röllshausen. Por primera vez, Karl Lenz pintó un tipo de mujer Schwalm que aún no había sido pintada, una anciana en ropa de trabajo en el campo.

### Schrecksbach

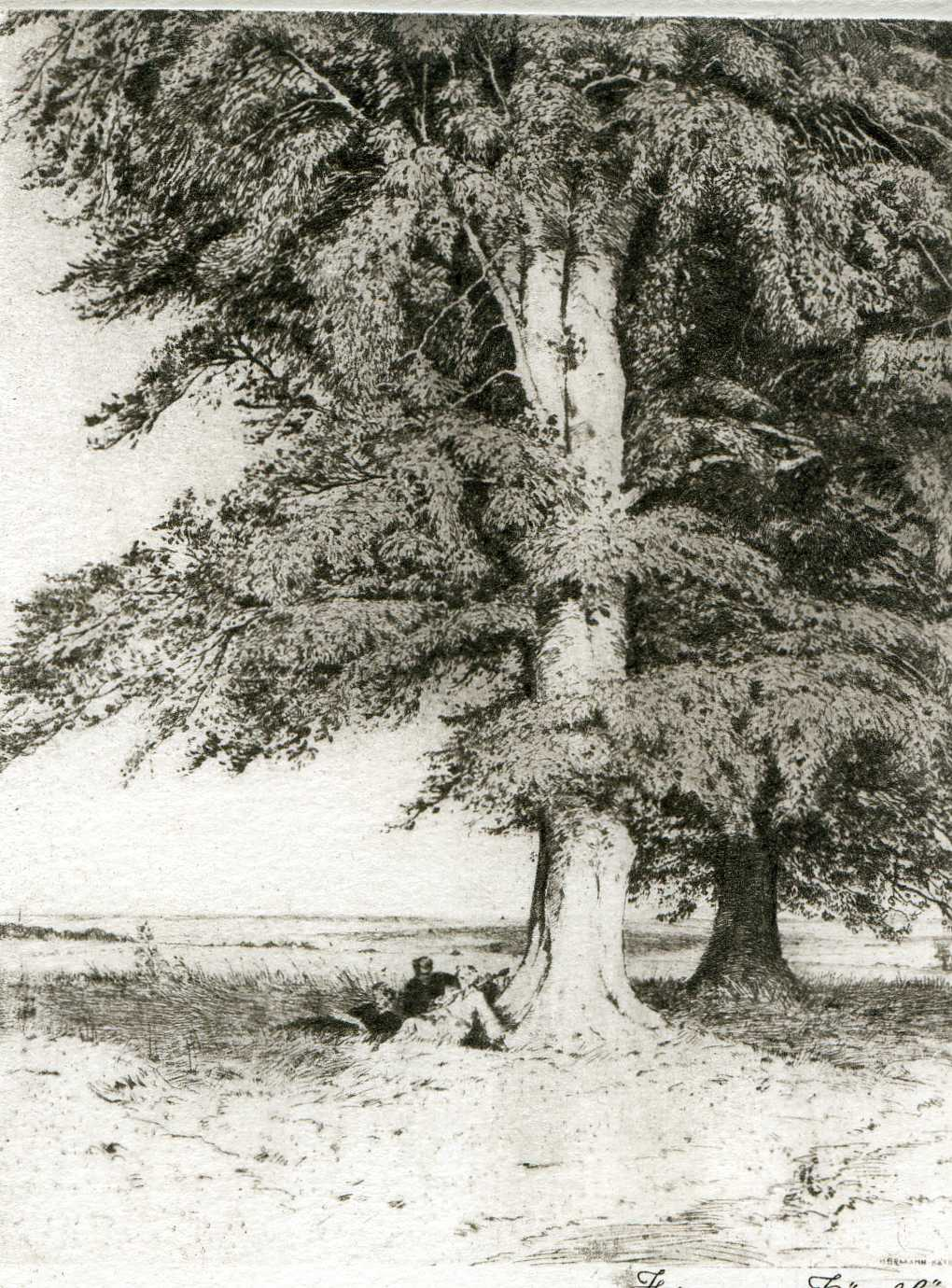
Hermann Kätelhön, Pequeño día de verano (Aguafuerte)

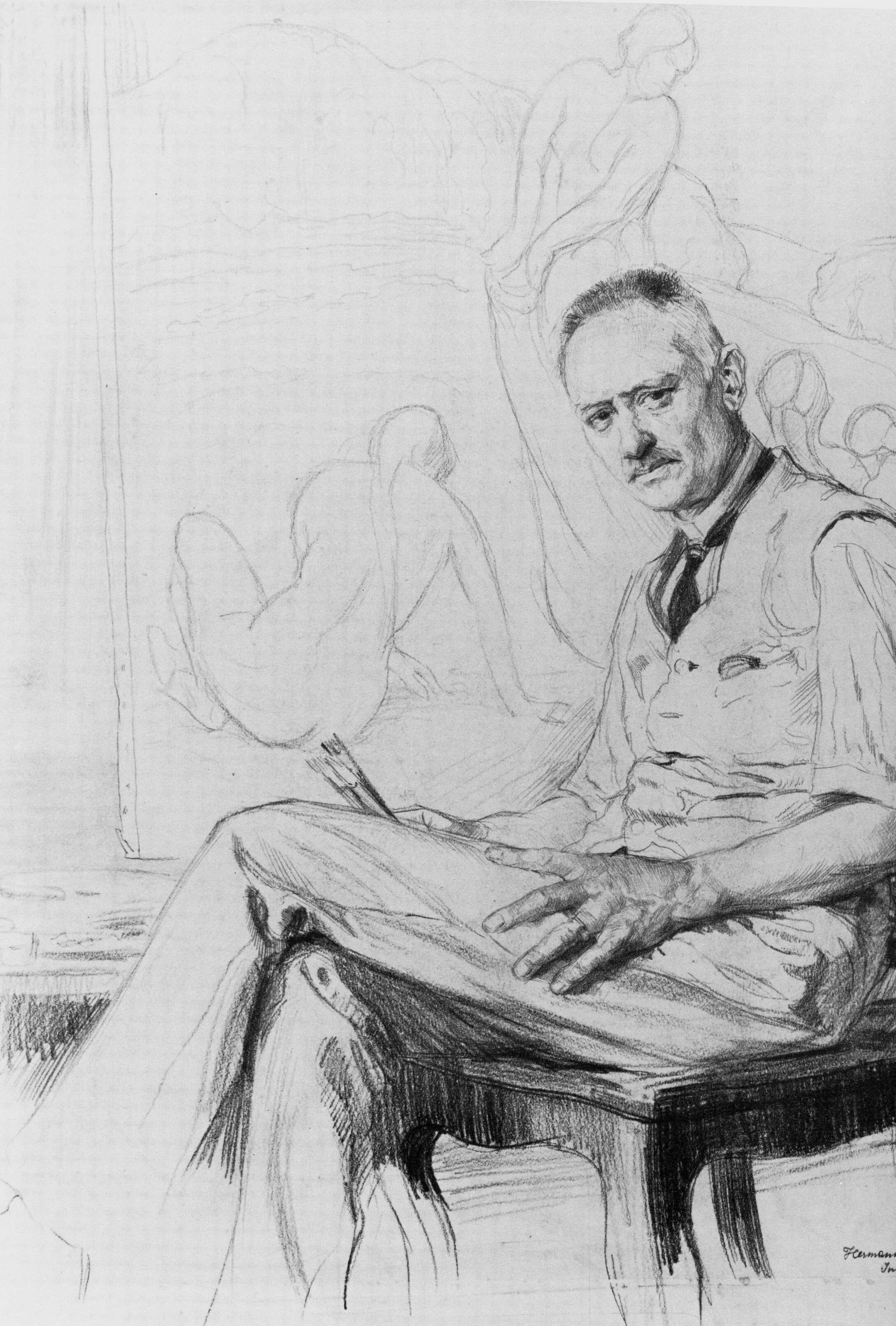
Kurt Burmester, dibujo de Hermann Kätelhön (1915)

Nacido en Homburg en 1878, Emil Beithan llegó por primera vez a Willingshausen en 1905 para vivir en Schrecksbach todos los años desde 1906 hasta 1914. En Schrecksbach creó las obras Viejo Granjero con nieto, Sala de Spinning, Bolos, Pareja Schwalm, Mujeres en la Iglesia y Primer Baile en Schwalm. En 1915, Emil Beithan se mudó a Röllshausen (hoy parte del municipio de Schreckbach en el distrito de Schwalm-Eder).

### Obergrenzebach
De 1894 a 1921, el pintor de Frankfurt Jakob Happ trabajó en Obergrenzebach. El alumno de Gustav Schönleber en Karlsruhe pintó cuadros de niños, niñas y ancianos, creó decoraciones de libros e ilustró los libros del escritor de Seigertshausen Johann Heinrich Schwalm. Al mismo tiempo, el pintor de Mainz, Carl Goebel, estaba pintando una serie de pinturas con figuras en Obergrenzebach.

### Christerode
En Christerode im Knüll, el pintor de Marburgo Karl Doerbecker pintó los paisajes de Knüll. El pintor berlinés Willi ter Hell también descubrió por sí mismo el paisaje de la zona.

## Nacionalsocialismo
En 1933, Carl Bantzer se vio perturbado por la agitación de la época mientras intentaba pintar un cuadro de un segador y no pudo completar ninguno de sus cuadros. En 1934, su pintura Hessian Eucharist fue retirada de la Galería Nacional de Berlín y, tras largas negociaciones, entregada al Museo de la Universidad de Marburg. No obstante, Carl Bantzer pintó una segunda versión de Harvestman Rupp, con la intención de ser un regalo personal para Adolf Hitler. Sin embargo, no hubo entrega. Nunca hubo un intercambio entre los pintores de Willingshausen y los pintores de Ziegenhain Stanislaw Kubicki y Albert Wigand durante el nacionalsocialismo. Sin embargo, el estudiante de la Bauhaus Friedrich Wilhelm Bogler, quien construyó su propia casa en Knüllköpfchen en 1929, pertenecía al círculo de conocidos de Carl Bantzer. 
Willingshausen inicialmente se cerró al modernismo. La rica cultura judía de Willingshausen ya no se mostró. Franz Eichhorst, que trabajaba en Röllshausen de 1910 a 1914, fue nombrado profesor de la Universidad Estatal de Artes Libres y Aplicadas de Berlín. En 1935 Karl Mons pintó un campesino en Schwalm. En 1936, el pintor Heinrich Knauf de Zella embelleció una casa de campo cerca de Berlín. Desde 1936, Hellmuth Müller-Leutert, pintor de paisajes y figuras de Gießen, fue a Willingshausen todos los años, y desde 1938, el pintor bávaro Hans Hagenauer de Gießen, que creó murales para el cuartel de Wetzlar. En 1937, Karl Lenz pintó varias escenas callejeras en Willingshausen. En 1939, el pintor de Bad Hersfeld Georg Vollmeder de Bad Wildungen, Paul Scholz de Kassel, nacido en Bochum-Dahlhausen, y el pintor de Halle Paul Radojewski se hicieron activos en la colonia de pintores de Willingshausen. En 1944 Marianne Heinemann-Thielmann, que se casó con el pintor Günther Heinemann, se trasladó a Willingshausen. Ambos mantuvieron una escuela de pintura en Willingshausen.

## Tiempos modernos y círculos de amigos.
Después de la Segunda Guerra Mundial, hubo signos de disolución, pero al mismo tiempo hubo una expansión del concepto de colonia de pintores de Willigshausen. En 1947, Vincent Burek llegó a Ziegenhain en Hessian Schwalm, donde fundó el grupo de artistas "neue schwalm" en 1951, una rama de la colonia de pintores de Willingshausen. Introdujo el expresionismo tardío en Willingshausen, que anteriormente no había jugado ningún papel en Willingshausen. En 1945, el pintor bohemio Max Barta llegó a Wartberg. Fue a Willingshausen in der Schwalm varias veces para pintar, pero se quedó en Wartberg. La escuela de pintura de Günther Heinemann y Marianne Heinemann-Thielmann se convirtió en centro de atracción de numerosos pintores realistas, aunque Günther Heinemann fue el primer pintor abstracto con sus obras de Helechos en marrón rojizo y gris piedra en Willingshausen. Heinrich Knauf trabajó en Willingshausen hasta su muerte.
En 1977 se inauguró como museo el estudio del pintor Gerhardt-von-Reutern-Haus. Anualmente se otorga una beca de arte en memoria de los pintores de Willingshausen. En 2005 se construyó una ampliación moderna para la casa de Gerhardt von Reutern.
Del 22 al 27 de julio de 2019 tuvo lugar en Willingshausen un simposio de pintores con artistas de ocho países europeos invitados por el artista Ben Kamili. Fueron Igli Arapi, Italia, Irma Braat, Países Bajos, Janko Göttlicher, Dinamarca, Ann Larsson-Dahlin, Suecia, Antonin Passemard, Francia, Ilmari Rautio, Finlandia, Luk van Driessche, Bélgica y Ben Kamili, Alemania, quien también fue director artístico. En nombre de Willingshausen Touristik Betriebsgesellschaft, Ulli Becker-Dippel fue responsable como director del proyecto. 

## Pintores de Willingshausen
- E. S. Andrews
- Herbert Arnold
- Lilly von Asten
- Hermann Bahner
- Carl Bantzer
- Carl Francis Bantzer
- Paul Baum
- Max Barta
- Peter Becker
- Jakob Becker
- Ludwig Hugo Becker
- Emil Beithan
- Friedrich Wilhelm Bogler
- Jean Konrad Bohlender
- Karl Breitbach
- Vincent Burek
- Georg Burmester
- Vincent Burek
- Fritz Cauer
- Wilhelm Claudius
- Albert Conrad
- Wilhelm Degode
- Carl Friedrich Deiker
- Heinrich Dersch
- Jakob Fürchtegott Dielmann
- Karl Doerbecker
- Ewald Egg
- Franz Eichhorst
- Emilie von der Embde
- Caroline von der Embde
- Hans Fehrenberg
- Conrad Felixmüller
- Friedrich Fennel
- Holger Frank
- Ismael Gentz
- Heinrich Giebel
- Carl Goebel
- Ludwig Emil Grimm
- Eduard Handwerck
- Karl Hanusch
- Jacob Happ
- Joh. Heinrich Hasselhorst
- Günther Heinemann
- Marianne Heinemann-Thielmann
- Willi ter Hell
- Julius Hellner
- Karl Henckel
- August von Heyn
- Dora Hitz
- Franz Hochmann
- Georg Höhmann
- Richard Hoelscher
- Karl Hofer
- Jacob Hoff
- Julius Jung
- Hermann Kätelhön
- Ludwig Knaus
- Albert Kretschmer
- Stanislaw Kubicki
- Karl Lenz
- Adolf Lins
- Karl Mons
- Theodor Matthei
- Ingeborg Mengel
- Hermann Metz
- Joh. Georg Meyer von Bremen
- Eduard Meyerheim
- Hans Meyer-Kassel
- Karl Mons
- Hugo Mühlig
- Bruno Müller-Linow
- Hugo Oehmichen
- Hans Olde
- Heinrich Otto
- Toni Plettner eigentlich Antonie Plettner (verheiratete Kätelhön)
- Otto Piltz
- Carl Raupp
- Kurt Reuber
- Elisabeth von Reutern
- Gerhardt Wilhelm von Reutern
- Wilhelm Georg Ritter
- Philip L. J. Sadée
- Paul Scheffer
- Walter Schliephacke
- Henriette Schmidt-Bonn
- Paul Scholz
- Adolf Schreyers
- Kurt Schwitters
- Kurt Spangenberg
- Karl Ferdinand Sohn
- Hermann Sondermann
- Inge Stein-Wiese
- Paul Storm
- Otto Strützel
- Wilhelm Thielmann
- Paul Thumann
- Otto Ubbelohde
- Benjamin Vautier
- Hans Richard von Volkmann
- Walter Waentig
- Paul Weber
- Otto Westphal
- Ernst Wichert
- Albert Wigand
- Wilhelm Zastrow
- Wolfgang Zeller
- Emil Zimmermann

## Exposiciones
- 2013: Cuentos de hadas de Grimm en imágenes, Kunsthalle Willingshausen
- 2019: Simposio de pintores de Willingshausen, Kunsthalle Willingshausen